# Buena Vista (Puxcatán)
Buena Vista är en ort i Mexiko.   Den ligger i kommunen Macuspana och delstaten Tabasco, i den sydöstra delen av landet, 700 km öster om huvudstaden Mexico City. Buena Vista ligger 14 meter över havet och antalet invånare är 1 415.
Terrängen runt Buena Vista är huvudsakligen platt, men åt sydost är den kuperad. Runt Buena Vista är det ganska tätbefolkat, med 65 invånare per kvadratkilometer. Närmaste större samhälle är Macuspana, 4,2 km nordost om Buena Vista. Trakten runt Buena Vista består till största delen av jordbruksmark.